# الاتحاد العالمي للمدارس العربية الإسلامية الدولية
الاتحاد العالمي للمدارس العربية الإسلامية الدولية هو منظمة عالمية تمثل المدارس التي تتولى نشر الثقافة العربية الإسلامية في داخل العالم الإسلامي وخارجه، والتي تنضم لهذا الاتحاد، لتنمية التعاون فيما بينها على أداء رسالتها السامية في نشر ثقافة الإسلام وعلومه، وتيسير أسباب تعلم اللغة العربية في جميع أنحاء العالم. وقد أنشئ هذا الاتحاد بقرار من المؤتمر التأسيسى بتاريخ 26 ربيع الأول لسنة 1396 الموافق 26 مارس (آذار) سنة 1976 م. وقد عرض المشروع على مؤتمر وزراء خارجية الدول الإسلامية السابع باستنطبول فأصدر قراره بتأييد الاتحاد وتدعيمه، ودعا جميع الدول الإسلامية لتقديم كافة التسهيلات والمساعدات لهذا الاتحاد، وبمقتضى هذا القرار أصبح للاتحاد طابع عالمي ومركز دولي.

## التأسيس
أصدر مؤتمر وزراء خارجية الدول الإسلامية السابع المنعقد بمدينة إسطنبول بتركيا في الفترة من 13-16 جماد الأول سنة 1396 هـ الموافق 12-15 مايو سنة 1976 م القرار الآتى بشأن إنشاء الاتحاد العالمي للمدارس العربية الإسلامية الدولية ودعم الاتحاد العالمي لتلك المدارس.

## الاهداف
تم إنشاء الاتحاد العالمي للمدارس العربية الإسلامية الدولية برعاية وتشجيع المملكة العربية السعودية. واتباعا لسياسته المقررة منذ الدورة السادسة له في جدة في تشجيع نشر اللغة العربية والدراسات الإسلامية في العالم الإسلامي، وبين الجاليات الإسلامية في العالم، مع التوصية بأن يتم اعانة الاتحاد واعطاءه كافة التسهيلات والخبرات والدعم الأدبي والتربوي، بما يعينه على تحقيق أهدافه، وعلى مد نشاطاته إلى أوسع نطاق ممكن داخل العالم الإسلامي

## نشر الثقافة الإسلامية واللغة العربية
منذ فجر الإسلام بدأت الثقافة الإسلامية ذات طابع عالمي، بمعنى أنها ثقافة مشتركة لجميع المسلمين – مهما اختلفت أجناسهم وألوانهم ومهما تباعدت أقطارهم وأماكن إقامتهم ومهما تعددت دولهم وجنسياتهم وما زالت كذلك حتى اليوم، فهى ثقافة مشتركة لدول متعددة يتجاوز عددها أربعين دولة تتمتع بعضوية الأمم المتحدة. 
ومن ناحية أخرى، فهى ثقافة عالمية لأنها تهم كثيرين من غير المسلمين من جنسيات مختلفة في جميع أنحاء العالم نتيجة لاهتمام العالم المتزايد بشئون العالم العربي والإسلامي وقضاياه، وللدور البارز الذي تقوم به دولنا وشعوبنا في الشئون العالمية، سواء في ميادين السياسة والشئون الدولية أو الشئون الاقتصادية والمالية والثقافية والعلمية وغيرها من مجالات التعاون العالمي والتقدم البشرى. 
إن الطابع العالمي لثقافتنا يجعل كثيرين من أبناء الشعوب الأخرى في حاجة إلى مؤسسات تسهل لهم الاطلاع عليها والتزود منها، وتسهل لهم مهمة تعلم اللغة الإسلامية الأولى، وهي اللغة العربية. 
إن ارتباط اللغة العربية بالثقافة الإسلامية قد جعل أهميتها تتجاوز حدود العالم العربي والدول العربية، فهى لغة أساسية لجميع المسلمين مهما اختلفت بلادهم وجنسياتهم ولغاتهم الوطنية. ومن واجب الدول والشعوب العربية أن تسهل على المسلمين من غير العرب تعلم هذه اللغة لتبقى كما كانت دائما لغة الإسلام الأولى واللغة المشتركة لجميع المسلمين. 
بفضل ارتباط اللغة العربية بالثقافة الإسلامية والتاريخ الإسلامي وبفضل إقبال المسلمين جميعا من غير العرب على تعلمها أصبحت لغة عالمية، واكتبست هذه اللغة أهمية كبرى في المحافل الدولية ابتداء من هيئة الأمم إلى اليونسكو وغيرها من المنظمات الدولية.. كما أن ما حققته دول العالم العربي والإسلامي من تقدم في جميع الميادين، وما تتمتع به من مركز ممتاز في المجالات الدولية والعلاقات بين الشعوب على مستوى العالم كله، جعل الكثيرين من أبنء الشعوب الأخرى يحرصون على تعلم اللغة العربية واتخاذها نافذة تصلهم بالثقافة الإسلامية والعربية وتمكنهم من التعامل والتفاهم مع الشعوب الإسلامية ودولها وهيئاتها المختلفة. 
ومن المسلم به أن كل دولة في العالم من واجبها أن تقيم المؤسسات التعليمية وتهيئها لاستقبال جميع من يرغبون في تعلم لغتها والاطلاع على ثقافتها كما أن واجبها أن تعمم هذه المؤسسات في داخل البلاد وفي خارجها. 
وإذا كانت الدول العربية والإسلامية التي تجمع بينها العقيدة الإسلامية والثقافة الإسلامية هي دول عديدة فإن ثقافتنا المشتركة ولغتنا المشتركة التي تقرب بين شعوبنا لها طابع عالمي لأنها تجمع شعوبا عديدة ذات جنسيات متعددة.. ثم أن هذه اللغة والثقافة المشتركة هي من أهم دعامات التضامن بين المسلمين والتعاون بين دولهم وشعوبهم، كما أنها مرآة تقدمهم ونموهم وهي أهم مظهر للدور الإيجابى الذي يقومون به في الثقافة والحضارة العالمية. 
كل ذلك جعل من الضرورى وجود مدارس دولية على مستوى راق تتولى نشر هذه الثقافة العالمية ولغتها العربية إلى جانب المدارس ذات الطابع الوطني أو المحلى في كل بلد من البلاد الإسلامية.

## العضوية في الاتحاد
أهم الأسس التي بنى عليها الاتحاد هي توسيع قاعدة العضوية فلا تقتصر على المدراس ذاتها، بل يشارك فيه إلى جانبها نوعان من الهيئات:
- النوع الأول: هي الهيئات التي تنشئ المدارس أو تتولى إدارتها والاشراف عليها.
- النوع الثاني: هي الهيئات الثقافية التي تمثل الدول التي تتولى تقديم المساعدات الفنية أو المالية أو العينية للمدارس والهيئات التي أنشأتها.

بذلك يضم الاتحاد ثلاثة أنواع من المؤسسات والهيئات كما هو واضح في المادة السادسة من النظام. 
والهدف من ذلك أن يصبح الاتحاد منظمة عالمية يتعاون في اطارها جميع من يهمهم أمر المدارس الإسلامية الدولية ونجاحها في تأدية رسالتها. 
ولقد عرض المشروع على المدارس والهيئات التي رغبت في أن تكون عضوا مؤسسا، ودعى الأعضاء المؤسسون لمؤتمر تأسيسى وبقى الباب مفتوحا لانضمام أعضاء آخرين بقرار من المجلس الأعلى بقبولهم بعد اتباع الاجراءات التي نصت عليها المادة السابعة.

## تعريف المدرسة العربية الإسلامية الدولية
عنيت المادة الرابعة من النظام الأساسي بوضع تعريف دقيق للمقصود بالمدرسة الإسلامية الدولية في تطبيق هذا النظام. 
إن الصفة الدولية للمدرسة تعنى قبول التلاميذ المسلمين فيها دون تمييز بينهم بسبب الجنسية أو القومية أو الموطن كما تعنى أنها تزود التلاميذ باللغات ومواد الدراسة التي تمكنهم من مواصلة دراستهم في الجامعات والمعاهد العليا المعترف بها في داخل العالم الإسلامي أو خارجه. فلا يكتفى فيها بتعليم لغة واحدة مع اشتراكها جميعا في الاهتمام باللغة العربية حتى ولو لم يكن تدريس جميع المواد باللغة العربية – ويخرج من هذا التعريف المراكز الثقافية الإسلامية التي تقتصر مهمتها على التعريف بالإسلام ونشر الدعوة الإسلامية أو تحفيظ القرآن أو تعليم اللغة العربية.. ولكن يمكن أن تشترك مثل هذه المراكز في الاتحاد إذا أنشأت مدرسة أو مدارس تتوفر فيها الشروط التي ذكرناها لتدخل ضمن الهيئات المشار إليها في الفقرة (ب) من المادة السادسة. 
وقد حرص النظام الأساسي على إعطاء الهيئات والمؤسسات فرصة اكتساب العضوية إذا أنشأت مدارس توفرت فيها الشروط المطلوبة، حتى ولو كانت هذه المدارس ذاتها مقرا لنشاطات اجتماعية أو ثقافية أخرى غير تعليم التلاميذ مثل تعليم الكبار أو تعليم اللغات الأجنبية أو المحاضرات العامة. 
أما الصفة الإسلامية لتلك المدارس فتتضح من الشرط الرابع (د) الذي يستلزم أن تكون المبادئ الإسلامية أساس التربية والثقافة وأن تكون بيئة المدرسة إسلامية من حيث العقيدة والخلق والسلوك.. ولكن لا تعنى الصفة الإسلامية للمدرسة حرمان غير المسلمين من الالتحاق بها، فهذا أمر متروك للجهة التي أنشأت المدرسة أو تلك التي تتولى الإشراف عليها.. والأصل أذا لم يوجد في نظام المدرسة نص على اقتصارها على تعليم التلاميذ المسلمين دون غيرهم فإنه يجوز قبول أبناء غير المسلمين فيها طالما أنهم يرغبون في تعلم اللغة العربية والتزود من الثقافة الإسلامية والالتزام بنظام المدرسة ومناهجها وبرامجها. 
بقيت الصفة المحلية لكل مدرسة إسلامية دولية.. فالاتحاد حريص على أن تكون تلك المدارس خاضعة للقوانين المحلية في البلاد الذي تنشأ فيه ولذلك يشترط في تلك المدارس أن تعد التلاميذ للحصول على شهادة دراسية من شهادات التعليم تعترف بها إحدى الدول.. والهدف من ذلك أن تكون شهادة تلك المدرسة معترفا بها من دولة أو أكثر دون حاجة لإجراءات خاصة للحصول على الاعتراف بشهاداتها. 
على أنه يجب أن يتولى الاتحاد بذل المساعى لدى أكبر عدد من الدول للاعتراف بشهادة المدارس التي تشترك فيه وتتمتع بعضويته كما تفعل منظمات المدارس الدولية الأمريكية أو الإنجليزية أو غيرها. ويمكن أن يعد مشروع اتفاقية لهذا الغرض بواسطة المؤتمر الإسلامية 
ولكن النظام الأساسي حرص على قصر عضوية الاتحاد على المدارس الخاصة أو الأهلية لأنها هي التي تحتاج للرعاية والتشجيع والمساعدة أما المدارس التي تنشئها حكومات معينة وتتولى إدارتها أجهزة رسمية بإحدى الحكومات فإنها لا تتمتع بعضوية هذا الاتحاد، لأنها ليست في حاجة إليه، وإن كان من الممكن في المستقبل قبول حضورها في جلسات المجلس الأعلى كمراقب أو مستمع، بقرار من المجلس ذاته.

## الدورات التدريبية لمعلمى اللغة العربية والثقافة الإسلامية
نظم الاتحاد دورات عديدة في تدريب معلمى اللغة العربية والثقافة الإسلامية، بالتعاون مع صندوق التضامن الإسلامي والجامعات الإسلامية والعربية ورابطة الجامعات الإسلامية وبعض الهيئات الأخرى مثل جمعية اقرأ الخيرية، بلغ مجموعها قرابة ثلاث وخمسين دورة في الأقطـار الآسيـوية والإفريقية، ودول آسيا الوسطى منها: الفلبين - ونيجيريا - غينيا كوناكرى - وغانا - وسيراليون - وجزر القمر - وغامبيا - وجنوب السودان - وجيبوتى - وبيشاور بباكستان - وبنجلاديش - والنيجر - وتشاد - وقازاخستان - وألبانيا - وآسيا الوسطى (قيرقيزيا والشيشان).
كما قام الاتحاد بدعم من صندوق التضامن بإقامة دورتين في جيبوتى لتخدم دول القرن الإفريقى، الدورة الأولى في الفترة من 27 مايو إلى 16 يونيو 2000 م، والثانية 2003

### الدورات
- دورة تدريب معلمي اللغة العربية والثقافة الإٍسلامية التي عقدها الاتحاد في انجامينا عاصمة تشاد في نهاية عام 1995 م والتي استفاد منها أكثر من مائتين وخمسين معلما ومعلمة من دولة تشاد ودولة الكاميرون ودولة نيجيريا، وقد كان لهذه الدورة أثر كبير في مجال إعداد المناهج المناسبة للمعلمين.
- دورة تدريب المعلمين في البلقان،
- ودورتين لتدريب المعلمين والمعلمات في جيبوتي والتي ضمت عددا من المعلمين من الصومال وأريتريا.
- في صيف عام 2007 م دورة لإعداد المعلم للطلبة الوافدين للدراسة بجامعة الأزهر في السنة النهائية وطلبة الدراسات العليا بدعم من البنك الإسلامي للتنمية.

## مساهمات ومساعدات
كما ساعد الاتحاد بعض الطلبة المتفوقين الذين حضروا دورات تدريب معلمى اللغة العربية والثقافة الإسلامية في الحصول على منح دراسية في جامعات المملكة العربية السعودية، وقطر، والإمارات العربية المتحدة والأزهر الشريف بمصر.
كما ساهم الاتحاد مع الأزهر الشريف في إنشاء صندوق لمساعدة الطلبة الوافدين للدراسة بالأزهر الشريف في سفرهم وعودتهم إلى بلادهم بعد انتهاء دراستهم به.

## اعداد المناهج لتعليم اللغة العربية
وقد قام الاتحاد بإعداد منهج متكامل في تعليم اللغة العربية للناطقين بغيرها لمرحلة الناشئين وقد لاقى نجاحا كبيرا وتم الانتهاء من طباعة الطبعة الثانية من السلسلة المكونة من ست مستويات وتم توزيع الأجزاء المطبوعة على العديد من المدارس الإسلامية في الفلبين وأفغانستان وآسيا الوسطى والشيشان، والأنجوش، وألبانيا، وجنوب السودان، ونيجيريا والنيجر وجيبوتى وفي بعض دول أوروبا وأمريكا.
وقد قام بدعم مهاجرى الشيشان بثلاث دفعات من هذا الكتاب وكذلك الدارسين الشيشانيين في الأزهر الشريف والمعاهد الأزهرية الخاصة بالقاهرة. علاوة على كمية كبيرة من كتاب الرياض القرآنية من الكتاب الأول حتى الكتاب الرابع عشر، بتمويل من البنك الإسلامي للتنمية الذي تابع عملية الإرسال والتوزيع مرحلة مرحلة.
كما قام صندوق التضامن الإسلامي بدعم دفعتين من كتاب تعليم اللغة العربية للناشئين على هامش دورات تدريب المعلمين في البلقان وجيبوتى. و

## إنشاء المجلس الإسلامي العالمى للامتحانات
منذ عام 1986 م وحتى الآن يحاول الاتحاد جاهدا بالتعاون مع رابطة الجامعات الإسلامية لإنشاء مجلس عالمي مستقل لامتحانات المدارس الأهلية الإسلامية أو أن تتولى إحدى الدول أو الجامعات الإسلامية بالتعاون مع الاتحاد لإنشاء هذا المجلس العالمي لامتحانات المدارس الأهلية الإسلامية التي تدرس باللغة العربية في بلاد لغتها الرسمية غير العربية وأعتماد شهاداتها سواء كانت بلدا مسلما أو غير مسلم، وأن تسعى للحصول على اعترافات الجامعات العربية وغير العربية ووزارات التربية والتعليم في شتى أنحاء العالم بهذه الشهادات. 
بدأت مشاورات بين الاتحاد ورابطة الجامعات الإسلامية وبين دولة تشاد لافتتاح مركز إقليمى للامتحانات هناك، وقطعنا شوطا كبيرا في هذا المجال ولكن لم يتم تنفيذ المشروع نظرا لقلة الإمكانيات وعدم توفر التمويل اللازم له. 

### أهداف مجلس الامتحانات
1-	تنظيم التعاون والتنسيق بين المدارس العربية والإسلامية والهيئات والمؤسسات التي تعنى بنشر الثقافة الإسلامية واللغة العربية، والجامعات التي تستقبل خريجى هذه المدارس من أجل مساعدتهم في الحصول على المؤهل الدراسى الذي يمكنهم من تحقيق طموحهم لمواصلة دراستهم الجامعية والعلمية ومن الحصول على الفرص الوظيفية المناسبة في بلادهم. 
2-	السعى إلى إيجاد منهج تعليمى عام متكامل، يتيح لهذه المدارس قدرا مشتركا من المعلومات يؤدى إلى تقارب مستواها التعليمى وتنظيم الدراسة فيها، ويبقى على قدر من الخصوصية والمرونة في تطبيقه، ويوفر لها مزيدا من الثقة، ويمكن لخريجيها من خلال الحصول على الشهادات التي يصدرها أو يعتمدها المجلس. 
3-	العمل على نشر الثقافة الإسلامية وتعليم اللغة العربية في مختلف أنحاء العالم والتعاون في ذلك مع جميع المؤسسات التعليمية المحلية والأجنبية. 
4-	وضع نظام تعليمى نموذجى تستعين به المدارس العربية الإسلامية على تجاوز مشكلاتها وتحقيق أهدافها ويشمل النظام ما يلى: 
أ) توصيف المقررات. ب) إعداد المعلمين وتأهيلهم. 
ج) إصدار الكتب الدراسية. د) خدمة البيئة المحلية. 
هـ) الخطط الدراسية والمناهج والتقويم والتوجيه الفنى. 
5-	معادلة شهادات المدارس العربية الإسلامية. 
6-	إجراءات الاختبارات وإصدار الشهادات الدراسية لمن تنطبق عليهم لوائح المجلس وشروطه. 
7-	عقد المؤتمرات والندوات وإصدار النشرات.

## المدارس والمؤسسات التعليمية التي ساهم الاتحاد في إنشائها في آسيا وأفريقيا
قام الاتحاد بنشاط كبير في فتح أقسام بالمدارس الإسلامية للتعليم باللغات الأجنبية وأحسن نموذج لذلك هي المدارس التي أنشأها الاتحاد مثل مدارس المنارات بالمملكة العربية السعودية بجدة والرياض والدمام والخبر، ومنارات القاهرة بالقاهرة، ومنارة العاشر من رمضان بمدينة العاشر من رمضان، ومنارة بدر بدمياط بجمهورية مصر العربية.
وكذلك قام الاتحاد بدعم التعليم من ناحية الإنشاءات في بعض دول آسيا وأفريقيا حيث قام بالإشراف والتنفيذ على تصميم مبانى المشروعات التالية: 
1-	مشروع مركز الكومبيوتر ومركز الخياطة للمهاجرين الأفغان عام 2000 م.
2-	تصميم جامعة مقديشو الموقع العام، والأعمال الاستشارية كذلك لمبنى كلية التربية عام 2001 م.
3-	تصميم مبانى معهد نلشك للكومبيوتر واللغات في روسيا الإتحادية عام 2003 م. 
4-	تصميم مبانى سكن الطالبات في مدينة تيومين في سيببريا بروسيا الاتحادية كذلك عام 2003 م. 
5-	مشروع تصميم مدرسة ومسجد بأسيتا في روسيا الاتحادية عام 2003 م.

## الإحصاء والتسجيل
بدأ الاتحاد منذ 25 عاما في عملية إحصاء وتسجيل وتصنيف المدارس العربية الإسلامية بمختلف قارات العالم وشرع في جمع معلومات كافية عن كل مدرسة وزيارة موقعها ومقابلة المسئولين بها بواسطة مندوبين عن الاتحاد، لجمع المعلومات عن كل مدرسة إسلامية في البلاد الأجنبية أو البلاد الإسلامية غير العربية في استمارات مفصلة تبين مبانيها المخصصة لها والأثاث والأدوات المتوفرة لديها، وعدد المعلمين والإداريين وعدد الفصول وعدد التلاميذ، وكل ما يتعلق بالمناهج والكتب والامتحانات والشهادات، حيث ستساعد تلك المعلومات لجميع الهيئات الإسلامية التي ترغب في مساعدة تلك المدارس أو تشجيعها، وتم إمداد بعض المؤسسات الإسلامية بهذه البيانات مثل رابطة الجامعات الإسلامية ورابطة العالم الإسلامي وغيرها.

## المؤسسون
- الهيئات

مؤسسة الإيمان للتربية والثقافة الإسلامية بالمملكة العربية السعودية (صاحب السمو الملكى الأمير محمد الفيصل آل سعود)	
- اللجنة الثقافية لاتحاد الطلاب المسلمين بالولايات المتحدة وكندا (د. جمال برزنجى)
- الجمعية الإسلامية ببرمنجهام بالمملكة المتحدة (د/ محمد نسيم)
- المدارس
- مدرسة منارة الرياض (محمود محمد الشاوى)
- مدارس الإيمان بطرابلس (فيصل مولوى)
- مدارس الأقصى بعمان (الأردن) (يوسف العظم)
- مدارس النجاة بالكويت (مشارى محمد البداح)
- مدارس منارة المدينة المنورة (إبراهيم إدريس أحمد)
- مدارس منارة جدة (د. توفيق محمد الشاوى)
- مدارس الإيمان ببيروت (زهير العبيدى)
- مدارس الشبيبة الإسلامية بالمغرب (عبد الكريم المطيع)
- مدارس التعليم الحديث بكولالمبور (عثمان بكر)
- مدارس الفتح بالكويت (فيصل مولوى)
- المراقبون
- وزارة التعليم العالى (معالي الشيخ حسن بن عبد الله آل الشيخ- المملكة العربية السعودية)
- الندوة العالمية للشباب الإسلامي (د. عبد الحميد أبو سليمان)
- الرياسة العامة لرعاية الشباب (إبراهيم على الشامى)
- الهيئة العامة للدعوة الإسلامية (عبد الله بن عبد الكريم المفلح)
- الأمانة العامة لمنظمة المؤتمر الإسلامي (حسن مجاج)

## وصلات خارجية
موقع الاتحاد العالمى للمدارس العربية الإسلامية الدولية